# Common Malware Enumeration
Die Common Malware Enumeration, kurz CME, ist eine Organisation unter Federführung des US-CERT, deren Ziel es ist, eine einheitliche Bezeichnung für sogenannte Internetschädlinge wie Computerviren, Würmer oder Trojaner zu erreichen.
Bisher war es so, dass zum Teil jeder Hersteller von Antivirensoftware eine eigene Bezeichnung für eine Bedrohung einführte, was bei Administratoren und normalen Computerbenutzen viel Verwirrung erzeugte. Die CME hat ein Verfahren zur Vereinheitlichung der Namen vorgeschlagen, dem u. a. die Unternehmen Symantec, McAfee, Trend Micro, Kaspersky, F-Secure, Norman, Sophos, Computer Associates, Microsoft und MessageLabs zustimmten.